# دامین مونیه
دامین مونیه (فرانسوی: Damien Monier‎؛ زادهٔ ۲۷ اوت ۱۹۸۲) دوچرخه‌سوار اهل فرانسه است.